# Persischstunden
Persischstunden (internationaler englischsprachiger Titel Persian Lessons) ist ein Filmdrama von Vadim Perelman, das im Februar 2020 im Rahmen der Filmfestspiele in Berlin seine Premiere feierte. Der Film basiert im Wesentlichen auf dem Inhalt der Erzählung Erfindung einer Sprache von Wolfgang Kohlhaase. Persischstunden wurde von Belarus als Beitrag für die Oscarverleihung 2021 in der Kategorie Bester Internationaler Film eingereicht.

## Handlung
Während des Zweiten Weltkriegs im von Deutschland besetzten Frankreich, 1942. Gilles, der Sohn eines Rabbiners aus Antwerpen, der eigentlich in die Schweiz fliehen wollte, wird von SS-Soldaten zusammen mit anderen Juden verhaftet. Er entkommt einer Ermordung im Wald nur knapp, weil er den SS-Leuten schwört, kein Jude zu sein, sondern Perser. Diese Lüge rettet ihm das Leben, denn Hauptsturmführer Klaus Koch, der in einem Durchgangslager die Verpflegung der SS-Leute und der Gefangenen organisiert, sucht dringend jemanden, der Persisch spricht.
Weil er im Besitz eines Buches in persischer Sprache ist, das ihm ein anderer Gefangener vor seiner Ermordung gegen Essen gegeben hat, wird er zu Koch gebracht, der ihm nach einem kleinen Test Glauben schenkt. Er nimmt den Namen Reza Joon an, der im Buchdeckel der Name des Sohnes ist, dem sein Vater das Buch schenkte. Gilles spricht Französisch und auch Deutsch, doch im Persischen kennt er nur die Wörter für Mutter und Vater, was jedoch erst einmal ausreicht, um den Hauptsturmführer zu überzeugen. Koch, der vormals als Chefkoch in einem großen Restaurant arbeitete, plant nach dem Kriegsende nach Teheran zu gehen und dort ein Restaurant zu eröffnen, weshalb er in den nächsten zwei Jahren vorhat, so viele persische Vokabeln wie möglich zu lernen. Da stört es ihn nicht, dass Gilles erklärt, kein Persisch schreiben zu können.
Koch teilt ihn in der Küche ein, und Gilles beginnt während seiner Arbeit für alle möglichen Wörter, die etwas mit Kochen und dem Essen zu tun haben, Vokabeln zu erfinden und sich einzuprägen. All die Vokabeln, die Koch büffelt, muss Gilles genauso lernen. Koch trägt auch die Verantwortung für die Buchführung über die Gefangenen, aber auch die Getöteten oder bei der Deportation ums Leben Gekommenen. Diese Listen führt, nicht ganz zu Kochs Zufriedenheit, Fräulein Strumpf.
Da Rottenführer Max Beyer dem vorgeblichen Perser von Anfang an misstraut und ihn verdächtigt, ein Jude zu sein, und nachdem er die Arbeit von Fräulein Strumpf übernommen hat, planen beide, Gilles fliehen zu lassen und ihn während des Fluchtversuches zu töten. Doch der erkennt die Falle und, da er weiß, dass es für ihn kein Entkommen gibt, kehrt er zurück ins Lager.
Seine Arbeit als Buchhalter erweist sich jedoch schnell als hilfreich, denn um für Kochs Sprachunterricht immer mehr neue Vokabeln zu erfinden, lässt er sich von den Namen der Gefangenen, die er in die Listen schreibt, inspirieren, wodurch sich beide Arbeiten gleichzeitig verrichten lassen.
Als Gilles aus Gedankenlosigkeit eine Vokabel, die er zuvor bereits für einen anderen Begriff benutzt hatte, mit einer anderen Bedeutung verwendet, glaubt Koch, von ihm betrogen worden zu sein, verprügelt ihn brutal und teilt ihn für die Arbeit im Steinbruch ein, wo Beyer ihm das Leben zur Hölle machen soll. Gilles kann die Lüge jedoch weiterhin aufrechterhalten, weil er selbst im Fieber nach seinem körperlichen Zusammenbruch bei der Arbeit noch sein erfundenes Persisch von sich gibt. Koch nimmt ihn wieder zu sich und entschuldigt sich sogar. Um seinen „Perser“ vor der geplanten Verlegung der Gefangenen in ein Lager in Polen zu bewahren, bringt er ihn für einige Tage auf einem nahegelegenen Bauernhof unter.
Gilles kann sich selbst seinen Mitgefangenen gegenüber nicht anvertrauen, hilft aber Neuankömmlingen im Rahmen seiner Möglichkeiten. Als ein britischer Kriegsgefangener ins Lager gebracht wird, der einen persischen Hintergrund hat und ihm gefährlich werden könnte, wird dieser von einem italienischen Gefangenen, dessen stummem Bruder Gilles zuvor geholfen hat, getötet. Der Italiener wird daraufhin von Beyer erschossen.
Vor der nächsten Deportation tauscht Gilles seine Jacke mit dem stummen Italiener und verlässt das Lager mit den anderen Gefangenen. Koch erfährt durch Zufall davon und eilt hinterher, um Gilles zurück ins Lager zu holen. Als Siemens ihn daran hindern möchte, zieht Koch seine Waffe und droht, Siemens an Ort und Stelle zu erschießen, woraufhin der Untersturmführer die beiden gehen lässt.
Als die Front näher rückt und die Alliierten sich dem Lager nähern, ermordet die SS die im Lager verbliebenen Insassen und verbrennt alle Unterlagen, die mit den Gefangenen und den gegen sie begangenen Gräueltaten in Verbindung stehen. Koch desertiert und verlässt mit Gilles/Reza das Lager. Im Wald trennen sich ihre Wege. Beyer, der die beiden beim Verlassen des Lagers gesehen hat, berichtet dem Lagerkommandanten davon. Dieser ist jedoch zu sehr mit der Vernichtung der Unterlagen beschäftigt, um ihn ernst zunehmen.
Koch, der sich als Belgier ausgibt und über Istanbul nach Teheran flüchten will, verrät sich an der Grenze durch sein jahrelang von Gilles gelerntes, erfundenes Persisch und wird verhaftet. Gilles wird in ein alliiertes Durchgangslager gebracht. Er ist einer der wenigen überlebenden Gefangenen des Lagers, der den Befreiern von den Untaten der Deutschen berichten kann. Bei seiner Arbeit in der Registratur und für Koch hat er sich die 2.840 Namen gemerkt, die er aus den Gefangenenlisten für das Erfinden „persischer“ Wörter verwendet hat.

## Produktion
Der Film basiert auf der Erzählung Erfindung einer Sprache von Wolfgang Kohlhaase. Darin behauptet der in Nazi-Gefangenschaft geratene, holländische Student Straat, Persisch zu sprechen, und soll daher den gelangweilten Wachmann Battenbach unterrichten.
Das Filmprojekt wurde von Ilya Zofin initiiert, der auch das auf Kohlhaases Erzählung basierende Drehbuch schrieb. Zofin kannte die Geschichte von dem Juden, der aufgrund einer von ihm erdachten Sprache das Konzentrationslager überlebte, und glaubte, es handele sich um eine wahre Begebenheit. Während der Produktion, als das Drehbuch bereits geschrieben war und als man hörte, die Geschichte stamme eigentlich aus der Erzählung von Kohlhaase, habe man die Filmrechte am Buch erworben. Regie führte Vadim Perelman. Der Film wurde von LM Media und Hype Film produziert. Die Filmmusik komponierten Evgueni und Sacha Galperine. Das Soundtrack-Album mit acht Musikstücken wurde im April 2021 von Hype Films als Download veröffentlicht.
Die Hauptrollen von Klaus Koch und Gilles wurden mit dem deutschen Schauspieler Lars Eidinger und dem argentinischen Schauspieler Nahuel Pérez Biscayart besetzt. In weiteren Rollen sind Jonas Nay, Leonie Benesch, Alexander Beyer, David Schütter und Luisa-Céline Gaffron zu sehen.

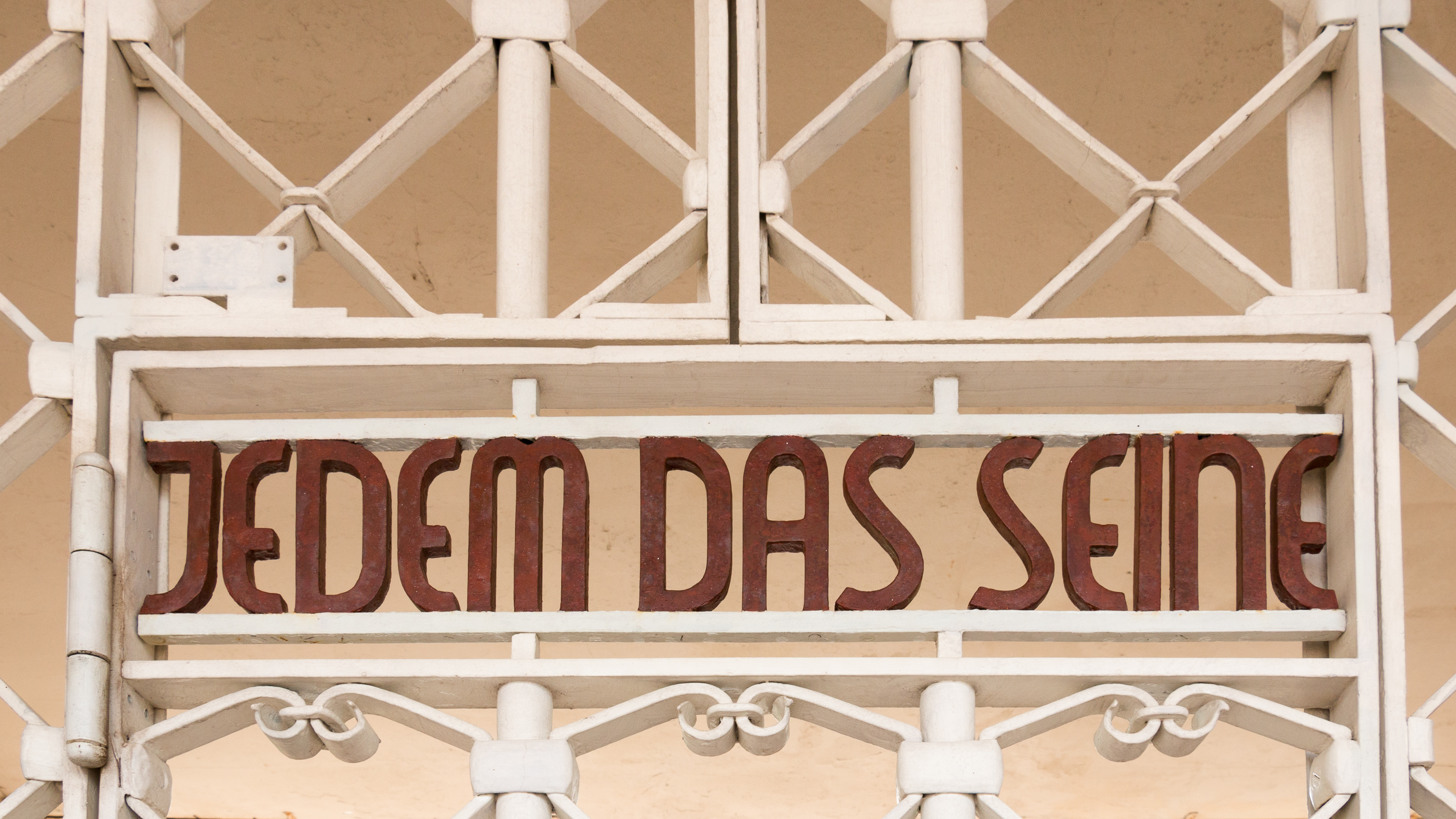
Der Spruch „Jedem das Seine“ am Eingang des Lagers, in dem Gilles untergebracht wird, findet sich eigentlich am Eingangstor des KZ Buchenwald

Die Dreharbeiten fanden vom 7. November 2018 bis zum 20. Januar 2019 an insgesamt 33 Drehtagen in Minsk statt. Das Filmset ist ein Patchwork von Elementen verschiedener Lager. Das Übergangslager im Film wurde anhand verschiedener gefundener Fotos und Videos neu erstellt. Das Filmteam wurde in erster Linie vom KZ Natzweiler-Struthof, einem sogenannten Straf- und Arbeitslager des nationalsozialistischen Deutschlands nahe dem Ort Natzweiler im besetzten französischen Elsass, etwa 55 Kilometer südwestlich von Straßburg, inspiriert. Die Vorlage für die Haupttore im Film waren die aus dem KZ Buchenwald.
Die Weltpremiere des Films erfolgte am 22. Februar 2020 in der Sektion Berlinale Special Gala der Filmfestspiele in Berlin. Ende August und Anfang September 2020 wurde er in der Open-Air-Ausgabe des Festivals des deutschen Films vorgestellt, ebenso beim Fünf Seen Filmfestival, Mitte September 2020 im Rahmen der Filmkunstmesse Leipzig. Am 24. September 2020 kam er in die deutschen Kinos. Am 9. Juni 2023 kam der Film in ausgewählte US-Kinos.

## Rezeption

### Altersfreigabe
In Deutschland wurde der Film von der FSK ab 12 Jahren freigegeben. In der Freigabebegründung heißt es, der Film arbeite mit einem klaren Gut-Böse-Schema und stelle eine positive Identifikationsfigur in den Mittelpunkt. Es gebe einige emotional intensive Szenen und Gewalthandlungen, die für Kinder und Jugendliche ab 12 Jahren eine Herausforderung darstellen können. Entlastend wirke jedoch, dass die Geschichte über das Verhältnis der beiden Männer sowie das Erlernen der Sprache deutlich im Mittelpunkt steht.

### Kritiken
Von den bei Rotten Tomatoes aufgeführten Kritiken sind 80 Prozent positiv.

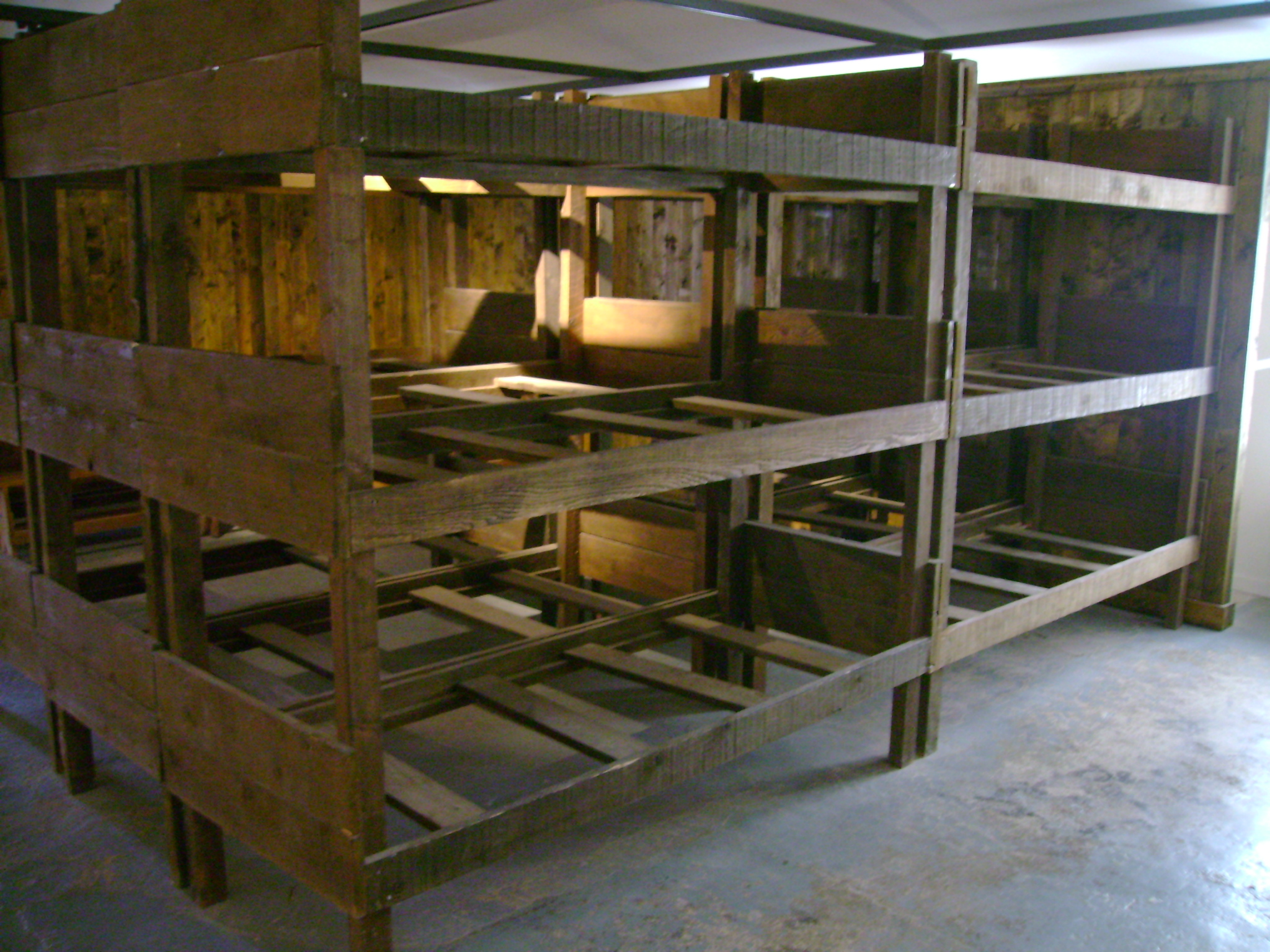
Das Filmset wurde vom KZ Natzweiler-Struthof inspiriert, hier die dort erhaltenen Baracken

Kaleem Aftab schreibt im Online-Kinomagazin Cineuropa, Vadim Perelman sei es gelungen, vor dem Hintergrund des Zweiten Weltkriegs eine sehr bemerkenswerte Geschichte zu erzählen. Das von dem Lager Natzweiler-Struthof inspirierte Filmset stecke voller Details aus jener Zeit. Gelegentlich fehle der Handlung ein wenig Spannung, und die Versuche, Nebencharakteren anständige Handlungen zu geben, seien im Großen und Ganzen nicht überzeugend. Doch beim Beobachten des Spiels der beiden Hauptdarsteller Nahuel Pérez Biscayart und Lars Eidinger gebe es viel zu mögen. Es gebe in Persischstunden viele Elemente, die sich wie alte britische Kriegsfilme anfühlen, und am Ende werde der Zuschauer mit einer Mischung aus Spaß und Pathos belohnt. Im Vergleich mit Roberto Benignis Das Leben ist schön erreiche Persischstunden zwar nicht die gleichen dramatischen Höhen oder das Lachen, das dieser Oscar-Preisträger hervorruft, der Film vergesse aber dennoch nicht die Ernsthaftigkeit der begangenen Gräueltaten, so wenn die besonders barbarische Behandlung von Gilles’ Mitinsassen gezeigt wird.
Anke Westphal von epd Film erklärt, auch wenn man es für banal halten mag, wenn ausgiebig gezeigt wird, wie die Nazis verschiedener Ränge hier gegeneinander intrigieren und einander aus Rachsucht oder Neid denunzieren, gehöre dies zum Gesamtbild und zähle eher zu den Qualitäten des Films, selbst in jenen Momenten, da den Klischees reichlich Genüge getan werde, wenn Lars Eidinger als „Herrenmensch“ allzu viele finstere Blicke werfen und Gewaltexzesse geradezu zelebrieren darf. Die Vernichtungsgeschichte an sich kenne kein Klischee: „Natürlich wurden Judentransporte in die Vernichtungslager auch dann zusammengestellt, wenn die Deutschen zu Tisch gingen. Das Leitmotiv dieses Films aber ist die Erinnerung – an Namen und Begriffe, die Identität stiften, an die Ermordeten. Dass der Nazi Koch und sein Opfer – denn das bleibt Gilles faktisch bis zum Ende – eine gemeinsame Verständigungsbasis nur in einer Sprache finden, die de facto nicht existiert, ist die konsequente Pointe einer Erzählung, die gewiss nicht die komfortable Sicherheit einer heroischen Überlebensgeschichte bietet.“
Boyd van Hoeij von The Hollywood Reporter bemerkt, im Kern sei der Film eine Art Kammerspiel, das im Vorhof der Hölle spielt. Ilya Zofins dialoglastiges Drehbuch scheine nicht allzu sehr an der Komplexität der Machtdynamik interessiert zu sein oder daran, was Kochs Interesse an der persischen Sprache über seine Loyalität gegenüber den Nazis sagen könnte, so van Hoeij. Dennoch vermittele Persischstunden, insbesondere durch einige gut geschriebene Nebenhandlungen, einen guten Eindruck von der inneren Funktionsweise eines Nazi-Durchgangslagers und davon, wie Gerüchte, falsche Verdächtigungen und kleinste Fehlverhalten die Entscheidungen über Leben und Tod beeinflussen können. In Bezug auf die Ausstattung und das Kostümdesign setze Perelman auf einen Ansatz, der sich eher auf filmische Darstellungen des Holocaust der alten Schule stützt als auf etwas Neueres, wie das klaustrophobische und kakophone Chaos von Son of Saul. Die Orchesterpartitur von Evgueni und Sacha Galperine sei größtenteils herkömmlich gestaltet, mit Ausnahme eines bezaubernden atonalen Stücks in der Mitte des Films, das einen Einblick in eine gewagtere und experimentellere Interpretation des Materials biete.

### Auszeichnungen
Persischstunden wurde von Belarus als Beitrag für die Oscarverleihung 2021 in der Kategorie Bester Internationaler Film eingereicht. Allerdings wurde der Film später von der Academy of Motion Picture Arts and Sciences aus dem Rennen genommen, weil die Beteiligung von Belarus an der internationalen Koproduktion als zu gering eingestuft wurde und die primäre Sprache, die darin gesprochen wird, nicht die des einreichenden Landes war. Persischstunden befand sich zudem in der Vorauswahl zum Europäischen Filmpreis 2020, blieb aber bei Bekanntgabe der Nominierungen unberücksichtigt. Darüber hinaus gelangte der Film auch in die Vorauswahl als Bester fremdsprachiger Film für die Golden Globe Awards 2021. Im Folgenden eine Auswahl weiterer Nominierungen und Auszeichnungen.
Fünf Seen Filmfestival 2020
- Nominierung für den Fünf Seen Filmpreis[19]

Semana Internacional de Cine de Valladolid 2020
- Nominierung im offiziellen Wettbewerb
- Auszeichnung mit dem José Salcedo Award[20][21]